# Hemisphaerius coccineus
Hemisphaerius coccineus är en insektsart som beskrevs av Matsumura 1916. Hemisphaerius coccineus ingår i släktet Hemisphaerius och familjen sköldstritar. Inga underarter finns listade i Catalogue of Life.